# チャールズ・スチュワート・ハワード
チャールズ・スチュワート・ハワード（Charles Stewart Howard、1877年2月28日 - 1950年6月6日）は、アメリカ合衆国の自動車販売業者、および馬主。20世紀初頭のアメリカ西海岸側でビュイックの販売に成功し、巨万の富を得た。また、1930年代のアイドルホース・シービスケットの馬主としても知られる。

## 経歴

### 自動車王
ジョージア州マリエッタの出身で、若い頃は主にアメリカ東部で過ごした。1898年の米西戦争の時期に騎兵隊に志願しているが、赤痢のため戦地には一度も赴かぬまま退役している。除隊後はニューヨークで自転車修理工を始め、自身も自転車競技の大会に参加していた。
ニューヨークで店を構え、妻ファニー・メイ（Fannie May Howard）との間に2人の子供を儲けていたハワードであったが、1903年に家族に「すぐに呼び寄せる」とだけ言って家を飛び出し、所持金たった21セントで大陸横断鉄道で西部のサンフランシスコに移り住んだ。そこで方々に借金をして自転車修理工場を開き、新たな事業を始めた。
この頃に西部にも発明されて間もない自動車が普及し始めたが、当時の自動車はまだ高い・遅い・壊れやすい・危ないと非常に評判が悪かった。また壊れた際に持ち込むところもほとんど無かったため、似たような業種のハワードの自転車修理店に自動車がよく持ちこまれていた。ハワードはこれを商機と考えて、デトロイトにある自動車メーカーのひとつビュイック・オートモービルの社長ウィリアム・C・デュラントに面会し、ビュイックのサンフランシスコにおける独占販売権を手に入れた。
依然として自動車の評判は悪く、入荷していた自動車も全く売れなかったが、1906年のサンフランシスコ地震の際に手持ちの車を災害救助用に使わせるとその評判は覆り、その有用性を知らしめた。また自動車の性能が向上してくると、ハワードは自ら自動車に乗ってレースに参加するようになり、一般仕様車のビュイックを駆って様々な競走で勝ちを挙げた。自身で自動車レースを主催することもあれば、優勝した際には新聞に全面広告を打つなど、マスコミを取り込んでの知名度向上を常に図り続けた。
ほか、当時まだ主流であった馬車から自動車への転換を図りやすいように、馬の下取りにも応じていた。これらの手法によりハワードは西部に自動車を浸透させ、その売り上げを飛躍的に高めていった。1909年には当時ゼネラルモーターズを創立していたデュラントより新たな車種・ブランドの独占販売権を与えられた一方で、デュラントが事業に失敗した際に19万ドルを貸し、その代償としてGMの株などを得ている。

### 馬主
1908年当時にハワードは「馬の時代は終わった」と発言していたが、その言葉とは裏腹に牧場を持つことを夢見ていた。西部で成功した後、ハワードはサンフランシスコの北にリッジウッドランチという牧場を開設し、そこに多数の牛馬を取り揃えた。後にこの牧場はハワードの競走馬を繋養する場所ともなった。
1930年代に入ると、ハワードは競馬にのめり込むようになっていった。最初に競走馬を購入したのはメキシコのティフアナでのことで、買った馬も低級なものばかりであった。1934年にカリフォルニア州が競馬の再開を許可すると、チャールズ・ストラブという投資家がサンタアニタパーク競馬場の開設を目的として、ハワードに投資を依頼、これを受諾した。当時すでに知人のジョージ・ジャンニーニやビング・クロスビーらに、競馬への本格的な参加を誘われていたハワードは、競馬場開設を機にバスター・ミラリックという若手の調教師を雇って、ベイメドウズ競馬場に厩舎を設けさせた。
1935年、ハワードはロバート・トーマス・スミス調教師を雇い、同師に当時下級条件馬であったシービスケットを発掘させた。シービスケットはスミスの調教下で活躍馬に変貌を遂げ、西海岸から東海岸まで各地の競走で優勝を挙げた。アイドルホースの馬主として、ハワードの知名度も全国的なものとなった。1939年には西海岸最大の競走であるサンタアニタハンデキャップをカヤックで優勝し、翌年にはシービスケットでまた制覇している。
シービスケットが引退し、またスミスとも契約を打ち切った以後も、ハワードは競走馬を持って競馬に関わり続けた。それ以後に手に入れた代表的にな馬にイギリス産の競走馬ヌーアがおり、同馬は三冠馬を通算2頭を破る快挙を挙げて、後年殿堂入りを果たしている。
またシービスケットの産駒に強い愛着を持ち、そのほとんどを所有していた。愛着が強いあまりに成績の出ない馬でもなかなか売り払うことができず、なかには周囲に説得されて売ったのだが、後になってこっそり買い戻したこともあった。
勝負服は紅白の染め分け帽、上着は赤地に白袖で、胴には白抜きの逆三角形とHの字が描かれたものを使用していた。メンコも同様に、赤地に白抜き逆三角・H字入りのもので、シービスケットの競走写真に見られる。

#### 主な所有馬
- シービスケット Seabiscuit - 1933年生、牡馬。サンタアニタハンデキャップなど。アメリカ殿堂馬。
- ヌーア Noor - 1945年生、牡馬。サンタアニタハンデキャップなど。アメリカ殿堂馬。
- カヤック Kayak II - 1934年生、牡馬。サンタアニタハンデキャップなど。

### 篤志活動
ハワードは西部でも有数の資産家として、そこで様々な投資や寄付を行っていった。1924年にはチャールズ・スチュワート・ハワード基金を創設し、結核やリウマチに悩む子供らの援助を行っていた。
1926年にハワードの三男であるフランクがリッジウッドランチで事故に遭い、医師の手当てが遅れたことにより死亡すると、その手向けとしてフランク・R・ハワード記念病院を現地に開設している。
また海洋探検もしばしば行い、建造したヨットに科学者らとともに乗っては、ガラパゴス諸島などに出て新種の発見に立ち会っていた。

### 晩年
老後もハワードは馬に関わり続け、馬とともに家族でピクニックに出ては、家族の写真を撮りためて知人に送っていたという。ハワードの写真で最も晩年のものは、ウィナーズサークルに立っているものであったが、それより後は体力的に競馬場のスタンドに入るのも辛く、持ち馬の競走のときには競馬場の外からカーラジオで実況を聞いていたという。
事あるごとにマスコミと親密にしていたハワードであったが、年老いていくにつれて次第にメディアに露出しにくくなっていった。1947年にシービスケットが急死すると、それを大々的には報道せず、またその遺骸をリッジウッドランチのどこか秘密の場所に収めるという、とても質素な葬儀を行っている。
それから3年後の1950年6月6日、ハワードは心臓発作により73歳で死亡、カリフォルニアのサイプレスローン記念公園に埋葬された。

## 家族
ハワードの父・ロバート・スチュワートはカナダ出身の資産家であったが、スキャンダルにより名声を失墜、以後は名字をハワードに改め、アメリカ東海岸のホテルを転々と過ごした。ハワードは父を反面教師としてとらえ、名声の意義をよく理解したという。
ハワードはニューヨーク在住時代にファニー・メイという妻と結婚し、後に西部に呼び寄せている。しかし1926年にリッジウッドランチで三男のフランクが事故死すると、その夫婦仲は急激に冷めていった。その後ハワードはティフアナでマーセラ・ザバラ（Marcella Zabala）という女性と恋に落ち、ファニーと離婚してこれと結婚した。マーセラは女人禁制の場所でも恐れず毅然と立ち入る様な人物で、その勇気はハワードを始めとして様々な相手から評価され、ハワードとともに声望を高めた。
ハワードには子供が3人おり、いずれもファニーとの間に儲けられた子供である。そのうちのチャールズ・ハワード・ジュニアとリンジー・ハワード（Lindsay Howard）はポロの選手となり、後に世界的に名を馳せている。またリンジーはビング・クロスビーとも親交を持ち、共同で牧場を設営し、アルゼンチンなどから馬を輸入してはアメリカで競走させていた。リンジーの牧場は、リッジウッドランチが解散した後にそこで繋養されていた馬のいくらかを引き取っているが、同牧場もクロスビーの金銭トラブルがもとで後に解散している。